# Liraíta
La liraíta es una especie de mineral de la clase de los fosfatos pegmatíticos, aceptada en el año 2019, cuyo origen es una sierra del centro de la Argentina.

## Generalidades
Características y usos
La liraíta es un fosfato hidratado (en su composición contiene fósforo y agua) el cual presenta manganeso, hierro, calcio y sodio, siendo el quinto fosfato y la sexta especie integrante del “grupo de la wicksita”.
Su color es verde oscuro, además exhibe fragmentos más delgados de color verde oliva. Su dureza es similar a la de otros fosfatos, siendo menos duro que el cuarzo. Se presenta en nódulos muy grandes. Todavía no se le ha encontrado una utilidad económica.
Localidad tipo
La localidad tipo y el estrato portador es la pegmatita Ceferino Namuncurá, ubicada en la sierra de Pocho (en el departamento homónimo), perteneciente a las sierras de Córdoba, en la provincia homónima del centro de la Argentina.
La liraíta es el sexto mineral descubierto por primera vez en la provincia argentina de Córdoba, los otros cinco son la brackebuschita, la achalaíta, la benyacarita, la gayita y la galliskiita.
Historia
En el año 1991, durante una expedición para detectar litio en una mina en Mogigasta, fueron colectadas las primeras muestras de este mineral por un investigador de la Secretaría de Minería de la provincia de Córdoba, Jorge Sfragulla, en compañía de profesionales del Museo “Dr. A. Stelzner” y geólogos de la Universidad Nacional de Córdoba (UNC), comandados por la mineralogista Hebe Gay. Las muestras permanecieron depositadas en la colección del Museo de Mineralogía y Geología “Dr. A. Stelzner” de la Universidad Nacional de Córdoba (FCEFYN-UNC), hasta que en el año 2017, un investigador de ese museo, el geólogo Marco E. Biglia, inició el estudio mineralógico sistemático para su caracterización y validación como nueva especie mineral, la que finalmente fue aceptada en diciembre de 2019 por la “Comisión de nuevos minerales, nomenclatura y clasificación” de la Asociación Mineralógica Internacional (IMA-CNMNC).
El grupo de trabajo estuvo conformado por docentes-investigadores de la FCEFyN (Museo de Mineralogía y Geología “Dr. A Stelzner” y cátedra de Petrología Ígnea y Metamórfica), del IANIGLA (CCT–MENDOZA CONICET) junto con pares de las universidades de Manitoba (Canadá) y Maine (Estados Unidos).
Etimología
Etimológicamente, el término liraíta es un epónimo que refiere al apellido de la persona a quien fue dedicada, el docente e investigador y director del Museo “Stelzner”, Raúl Lira, investigador del Conicet y titular de la cátedra de Yacimientos Minerales de la Universidad Nacional de Córdoba (UNC).